# Liste des chapitres de Lone Wolf and Cub
Cet article est un complément de l'article sur le manga Lone Wolf and Cub de Kazuo Koike et Gōseki Kojima. Il contient la liste des volumes et chapitres du manga.
La série est prépubliée dans le Weekly Manga Action de l'éditeur Futabasha du 10 septembre 1970 au 1er avril 1976. Futabasha publie les chapitres sous le format tankōbon avec un total de 28 volumes de mai 1972 à mai 1976,, puis en édition wideban avec un total de 14 volumes, puis une nouvelle édition tankōbon de 28 volumes, puis une édition bunkoban avec un total de 28 volumes, puis une édition Deluxe de 20 volumes publiés du 6 octobre 2001 au 6 juillet 2002, et une édition aizōban avec un total de 20 volumes publiés du 10 décembre 2011 au 10 avril 2013,.

## Liste des volumes

### Édition originale
| no | Japonais         | Japonais       | Japonais | Français                         | Français          | Français          |
| no | Titre            | Date de sortie | ISBN     | Titre                            | Date de sortie    | ISBN              |
| -- | ---------------- | -------------- | -------- | -------------------------------- | ----------------- | ----------------- |
| 1  | Rukotsu no shō   | mai 1972       |          | En attendant la pluie            | 29 septembre 2003 | 978-2-84-538223-7 |
| 2  | Kikoku no shō    | mai 1972       |          | Fleur d'hiver                    | 17 novembre 2003  | 978-2-84-538262-6 |
| 3  | Onryū no shō     | juin 1972      |          | Le chemin blanc entre les fleurs | 6 janvier 2004    | 978-2-84-538285-5 |
| 4  | Ōsatsu no shō    | juillet 1972   |          | Le gardien des clochers          | 27 mars 2004      | 978-2-84-538312-8 |
| 5  | Sankan no shō    | août 1972      |          | Vent noir                        | 26 juin 2004      | 978-2-84-538344-9 |
| 6  | Ruidan no shō    | octobre 1972   |          | Esprits au fil de l'eau          | 23 septembre 2004 | 978-2-84-538387-6 |
| 7  | Kyōshi no shō    | novembre 1972  |          | Tigre et dragon                  | 10 décembre 2004  | 978-2-84-538429-3 |
| 8  | Shūjin no shō    | janvier 1973   |          | Piège mortel                     | 14 avril 2005     | 978-2-84-538474-3 |
| 9  | Dohatsu no shō   | février 1973   |          | L'écho de l'assassin             | 23 juin 2005      | 978-2-84-538511-5 |
| 10 | Betsuri no shō   | avril 1973     |          | Les larmes de Daigoro            | 22 septembre 2005 | 978-2-84-538556-6 |
| 11 | Seiketsu no shō  | juin 1973      |          | Le talisman                      | 1er décembre 2005 | 978-2-84-538614-3 |
| 12 | Seisui no shō    | août 1973      |          | Pierres brisées                  | 23 février 2006   | 978-2-84-538656-3 |
| 13 | Haifu no shō     | octobre 1973   |          | Lune à l'est, soleil à l'ouest   | 27 avril 2006     | 978-2-84-538698-3 |
| 14 | Kōbō no shō      | octobre 1973   |          | Le jour des démons               | 24 août 2006      | 978-2-84-538778-2 |
| 15 | Haisui no shō    | décembre 1973  |          | Les deux frères                  | 23 novembre 2006  | 978-2-84-538850-5 |
| 16 | Shūjin no shō    | janvier 1974   |          | A l'orée de l'hiver              | 22 février 2007   | 978-2-84-538908-3 |
| 17 | Rinretsu no shō  | juin 1974      |          | Quand vient le loup              | 24 mai 2007       | 978-2-84-538992-2 |
| 18 | Shinritsu no shō | novembre 1974  |          | Le crépuscule des Kurokawa       | 23 août 2007      | 978-2-80-940066-3 |
| 19 | Kokū no shō      | décembre 1974  |          | Clair de lune                    | 22 novembre 2007  | 978-2-80-940155-4 |
| 20 | Seishin no shō   | janvier 1975   |          | Une pincée de poison             | 28 février 2008   | 978-2-80-940216-2 |
| 21 | Rinne no shō     | avril 1975     |          | Parfum de mort                   | 26 juin 2008      | 978-2-80-940308-4 |
| 22 | Sōbō no shō      | juin 1975      |          | Terre et paradis                 | 13 novembre 2008  | 978-2-80-940379-4 |
| 23 | Shikatsu no shō  | août 1975      |          | Larmes de glace                  | 27 novembre 2008  | 978-2-80-940529-3 |
| 24 | Keikyoku no shō  | octobre 1975   |          | Dans ces petites mains           | 8 avril 2009      | 978-2-80-940610-8 |
| 25 | Ryūtei no shō    | janvier 1976   |          | Peut-être dans la mort           | 19 août 2009      | 978-2-80-940805-8 |
| 26 | Hakubi no shō    | février 1976   |          | Lutte dans l'obscurité           | 20 janvier 2010   | 978-2-80-940920-8 |
| 27 | Kenkon no shō    | mars 1976      |          | Au soir de la bataille           | 19 mai 2010       | 978-2-80-941364-9 |
| 28 | Yokō no shō      | mai 1976       |          | Le trône du lotus                | 15 septembre 2010 | 978-2-80-941448-6 |

### Éditionaizōban(Prestige)
| no | Japonais          | Japonais | français          | français          |
| no | Date de sortie    | ISBN     | Date de sortie    | ISBN              |
| -- | ----------------- | -------- | ----------------- | ----------------- |
| 1  | 10 décembre 2011  |          | 8 décembre 2021   | 978-2-80949899-8  |
| 2  | 24 décembre 2011  |          | 2 mars 2022       | 978-2-80-949914-8 |
| 3  | 10 janvier 2012   |          | 13 juillet 2022   | 979-1-03-910511-8 |
| 4  | 25 janvier 2012   |          | 14 septembre 2022 | 979-1-03-910730-3 |
| 5  | 10 février 2012   |          |                   |                   |
| 6  | 10 mars 2012      |          |                   |                   |
| 7  | 10 avril 2012     |          |                   |                   |
| 8  | 10 mai 2012       |          |                   |                   |
| 9  | 11 juin 2012      |          |                   |                   |
| 10 | 10 juillet 2012   |          |                   |                   |
| 11 | 10 août 2012      |          |                   |                   |
| 12 | 10 septembre 2012 |          |                   |                   |
| 13 | 10 octobre 2012   |          |                   |                   |
| 14 | 12 novembre 2012  |          |                   |                   |
| 15 | 10 décembre 2012  |          |                   |                   |
| 16 | 10 janvier 2013   |          |                   |                   |
| 17 | 9 février 2013    |          |                   |                   |
| 18 | 9 mars 2013       |          |                   |                   |
| 19 | 10 avril 2013     |          |                   |                   |
| 20 | 10 mai 2013       |          |                   |                   |

### Sources
1. ↑  « Lone Wolf & Cub Vol. 1 VO », sur nautiljon.com (consulté le 1er avril 2022)
2. ↑  « Lone Wolf & Cub Vol. 28 VO », sur nautiljon.com (consulté le 1er avril 2022)
3. ↑  (ja) « ModifierLone Wolf & Cub Vol. 1 - Deluxe VO », sur nautiljon.com (consulté le 1er avril 2022)
4. ↑  « Lone Wolf & Cub Vol. 20 - Deluxe VO », sur nautiljon.com (consulté le 1er avril 2022)
5. ↑  « ModifierLone Wolf & Cub Vol. 1 - Nouvelle édition VO », sur nautiljon.com (consulté le 1er avril 2022)
6. ↑  (ja) « 子連れ狼 20―愛蔵版 », sur Amazon (consulté le 1er avril 2022)

### Œuvres
Édition française
Lone Wolf and Cub
1. 1 2  Tome 1
2. 1 2  Tome 2
3. 1 2  Tome 3
4. 1 2  Tome 4
5. 1 2  Tome 5
6. 1 2  Tome 6
7. 1 2  Tome 7
8. 1 2  Tome 8
9. 1 2  Tome 9
10. 1 2  Tome 10
11. 1 2  Tome 11
12. 1 2  Tome 12
13. 1 2  Tome 13
14. 1 2  Tome 14
15. 1 2  Tome 15
16. 1 2  Tome 16
17. 1 2  Tome 17
18. 1 2  Tome 18
19. 1 2  Tome 19
20. 1 2  Tome 20
21. 1 2  Tome 21
22. 1 2  Tome 22
23. 1 2  Tome 23
24. 1 2  Tome 24
25. 1 2  Tome 25
26. 1 2  Tome 26
27. 1 2  Tome 27
28. 1 2  Tome 28

Lone Wolf and Cub - Édition Prestige
1. 1 2  Tome 1
2. 1 2  Tome 2
3. 1 2  Tome 3
4. 1 2  Tome 4